# Nodering
Nodering  ist ein Gemeindeteil der Gemeinde Lengdorf im Landkreis Erding in Oberbayern.

## Lage
Die Einöde Nodering liegt in der Gemarkung Matzbach vier Kilometer nordöstlich des Rathauses von Lengdorf.

## Bevölkerung
Im Mai 1987 lebten in Nodering fünf Einwohner in einem Wohngebäude.
| Jahr      | 1871 | 1925 | 1950 | 1970 | 1987 |
| Einwohner | 15   | 10   | 11   | 7    | 5    |